# Love Like This
『Love Like This』（ラブ・ライク・ディス）は、KATSUMIの20枚目の会場限定CD。

## 内容
ライブ会場限定で販売されている会場限定CDの20作目。公式ファンクラブ「Hip Bird Club」会員のみ、ファンクラブ運営の通信販売にて購入することができる。
ディスクはCD-R仕様となっている。リーフレットには自身によるライナーノーツが掲載されている。

## 収録曲
特記以外作詞・作曲・編曲：KATSUMI
1. あふれる愛を
ミニ・アルバム『CHANCE in the Seeds of Love』収録楽曲を新録。
2. When I Fall in Love（恋に落ちた時）
作詞：エドワード・ヘイマン　作曲：ヴィクター・ヤング
ナット・キング・コールのカバー。
3. この街で暮らそう
新曲。